# Siergiej Bałasanian
Siergiej Artemjewicz Bałasanian (ros. Серге́й Арте́мьевич Баласаня́н, orm. Սերգեյ Բալասանյան; ur. 13 sierpnia?/26 sierpnia 1902 w Aszchabadzie, zm. 3 czerwca 1982 w Moskwie) – ormiański kompozytor, dyrygent, pedagog.

## Życiorys
W 1928 został dyrygentem w teatrze dramatycznym w Erywaniu, w 1935 ukończył studia na wydziale historyczno-teoretyczny Konserwatorium Moskiewskiego, później pracował i wykładał w Tadżykistanie. Od 1948 do 1955 był wykładowcą, a od 1962 do 1971 szefem wydziału kompozycji Konserwatorium Moskiewskiego, w 1965 otrzymał tytuł profesora. Komponował utwory na orkiestrę (m.in. symfonie, koncerty i sonaty) oparte na ormiańskim i tadżyckim folklorze, a także opery, m.in. Bachtior i Nisso (1954) i balety, m.in. Leila i Medżnun (1947). W 1949 został laureatem Nagrody Państwowej ZSRR; otrzymał też tytuł Ludowego Artysty RFSRR.